# ITF Women's Circuit Delray Beach 2 1997
L'ITF Women's Circuit Delray Beach 2 1997 è stato un torneo di tennis facente parte della categoria ITF Women's Circuit nell'ambito dell'ITF Women's Circuit 1997. Il montepremi del torneo era di $10 000 e si è svolto nella settimana tra il 13 e il 19 gennaio 1997 su campi in cemento. Il torneo si è giocato a Delray Beach negli Stati Uniti.

## Vincitori

### Singolare
Tara Snyder ha sconfitto in finale  Brie Rippner con il punteggio di 6–3, 6–4.

### Doppio
Rebecca Jensen /  Keri Phebus hanno sconfitto in finale  Pam Nelson /  Vanessa Webb con il punteggio di 6–7, 6–2, 6–2.